# ۱۴۵۴ (میلادی)
۱۴۵۴ (میلادی) هزار و چهارصد و پنجاه و چهارمین سال تقویم میلادی است.

## درگذشتگان
‎